# Подлужиці
Подлужиці (пол. Podłużyce) — село в Польщі, у гміні Брудзев Турецького повіту Великопольського воєводства.
Населення — 43 особи (2011).
У 1975-1998 роках село належало до Конінського воєводства.

## Демографія
Демографічна структура станом на 31 березня 2011 року:
|          | Загалом | Допрацездатний вік | Працездатний вік | Постпрацездатний вік |
| -------- | ------- | ------------------ | ---------------- | -------------------- |
| Чоловіки | 18      | 1                  | 15               | 2                    |
| Жінки    | 25      | 6                  | 12               | 7                    |
| Разом    | 43      | 7                  | 27               | 9                    |